# Alexandre de Rhodes
Alexandre de Rhodes (15 tháng 3 năm 1593 – 5 tháng 11 năm 1660) là một nhà truyền giáo Dòng Tên và một nhà ngôn ngữ học người Avignon. Ông là một trong những giáo sĩ đã góp phần quan trọng trong việc truyền bá Công giáo tại Việt Nam.
Chữ Quốc ngữ Việt Nam được hình thành nhờ công trình tập thể của các nhà truyền giáo Bồ Đào Nha, và Ý, với sự trợ giúp của các giáo hữu Việt Nam và Nhật Bản, do giáo sĩ Francisco de Pina khởi đầu. Khi Rhodes đến xứ Đàng Trong thì phương pháp ghi âm tiếng Việt bằng ký tự Latinh, nay gọi là chữ Quốc ngữ, đang được xây dựng. Alexandre de Rhodes đã ghi nhận và thừa hưởng di cảo của những người tiền bối. Ông không phải là người tạo ra chữ Quốc ngữ nhưng có công hệ thống hóa và san định hệ chữ này, cũng như biên soạn và giám sát việc ấn hành Từ điển Việt–Bồ–La, là cuốn từ điển tiếng Việt đầu tiên.
Công cuộc truyền giáo ở Việt Nam của ông thăng trầm bởi việc giao thương của chúa Trịnh và chúa Nguyễn với Bồ Đào Nha và xung đột giữa hai miền Đàng Ngoài–Đàng Trong. Khi việc giao thương với Bồ Đào Nha bị gián đoạn, ông bị chính quyền trục xuất. Những năm cuối đời, ông truyền giáo tại Ba Tư.

## Tiểu sử

### Thời niên thiếu
Alexandre de Rhodes sinh tại Avignon thuộc Lãnh địa Giáo hoàng (nay ở miền nam nước Pháp), trong một gia đình khá giả. Một số nguồn ghi năm sinh của ông là 1591, các nghiên cứu mới hơn chỉ ra rằng ông sinh năm 1593. Sử liệu trước đây thường cho rằng ông có gốc Do Thái. Tổ tiên ông tới từ vùng Aragón, Tây Ban Nha sang tị nạn dưới bóng Giáo hoàng vì thời ấy Avignon là đất của Giáo hoàng. Sau khi hoàn thành trung học tại quê nhà, ông vào Nhà Tập Dòng Tên tại Roma ngày 24 tháng 4 năm 1612, học thiên văn và toán học. Một người bạn đồng môn của ông là Johann Adam Schall von Bell sau này rất nổi tiếng tại Trung Hoa. Thời kỳ này, công cuộc truyền giáo cho các dân tộc đang trên đà phát triển nhưng cũng gặp sự kháng cự của các chính quyền sở tại. Vì thế, bên cạnh nhiệt tâm truyền giáo, còn phải kể ước muốn được đổ máu đào minh chứng cho Chúa Giêsu của các vị thừa sai tiên khởi. Tên ông được người đời sau phiên âm là A-lịch-sơn Đắc Lộ.

### Truyền giáo
Trong bối cảnh đó, Alexandre de Rhodes đã xin và được giáo sĩ cấp trên chỉ định đi truyền giáo tại Nhật Bản. Ngày 4 tháng 4 năm 1619, ông lên đường sang Nhật vào tuổi 26.
Đầu tiên, Alexandre de Rhodes cập bến tại Goa, đợi chờ cơ hội thuận tiện đặt chân lên đất Nhật Bản. Nhưng tình hình bách hại Kitô giáo dữ dội tại đây đã khiến các giáo sĩ bề trên chỉ định ông đi Trung Quốc. Ông lên tàu đi Ma Cao, nhập học Đại học Thánh Phaolô. Tại Ma Cao ông đã ghi lại nhận xét về người Trung Hoa:
"Người Trung Hoa rất ngạc nhiên khi nhìn thấy bản đồ chúng tôi vẽ. Trung Quốc vĩ đại của họ chỉ còn là chấm nhỏ trong vũ trụ Trái Đất bao la. Trái lại, nơi bản đồ trái đất hình vuông do họ vẽ, Trung Quốc nằm chính giữa, đúng như tên gọi (Trung Quốc-nước ở giữa). Sau đó, họ vẽ biển nằm bên dưới Trung Quốc, trong đó rải rác mấy đảo nhỏ, và họ đề tên: Châu Âu, Châu Phi và Nhật Bản..."
Ông còn viết:
"Chúng ta thường tỏ ra quý chuộng những người ngoại giáo. Nhưng khi họ trở thành Kitô hữu, chúng ta không đoái hoài đến họ nữa. Thậm chí còn bắt các người theo đạo phải từ bỏ y phục địa phương. Chúng ta đâu biết rằng, đây là một đòi buộc quá khắt khe, mà ngay cả Thiên Chúa, Ngài cũng không đòi hỏi như thế. Chúng ta ngăn cản người ngoại giáo, không cho họ cơ hội dễ dàng gia nhập Giáo hội Công giáo. Riêng tôi, tôi cực lực phản đối những ai muốn bắt buộc người đàn ông Trung Hoa, khi theo đạo, phải cắt bỏ mái tóc dài họ vẫn để, y như các phụ nữ trong xứ. Làm vậy, chúng ta gây thêm khó khăn cho các nam tín hữu Trung Hoa, một khi theo Công giáo, không còn tự do đi lại trong xứ, hoặc tìm được dễ dàng công ăn việc làm. Phần tôi, tôi xin giải thích rằng, điều kiện để trở thành Kitô hữu là phải từ bỏ lầm lạc, chứ không phải cắt bỏ tóc dài..."

### Tại Việt Nam

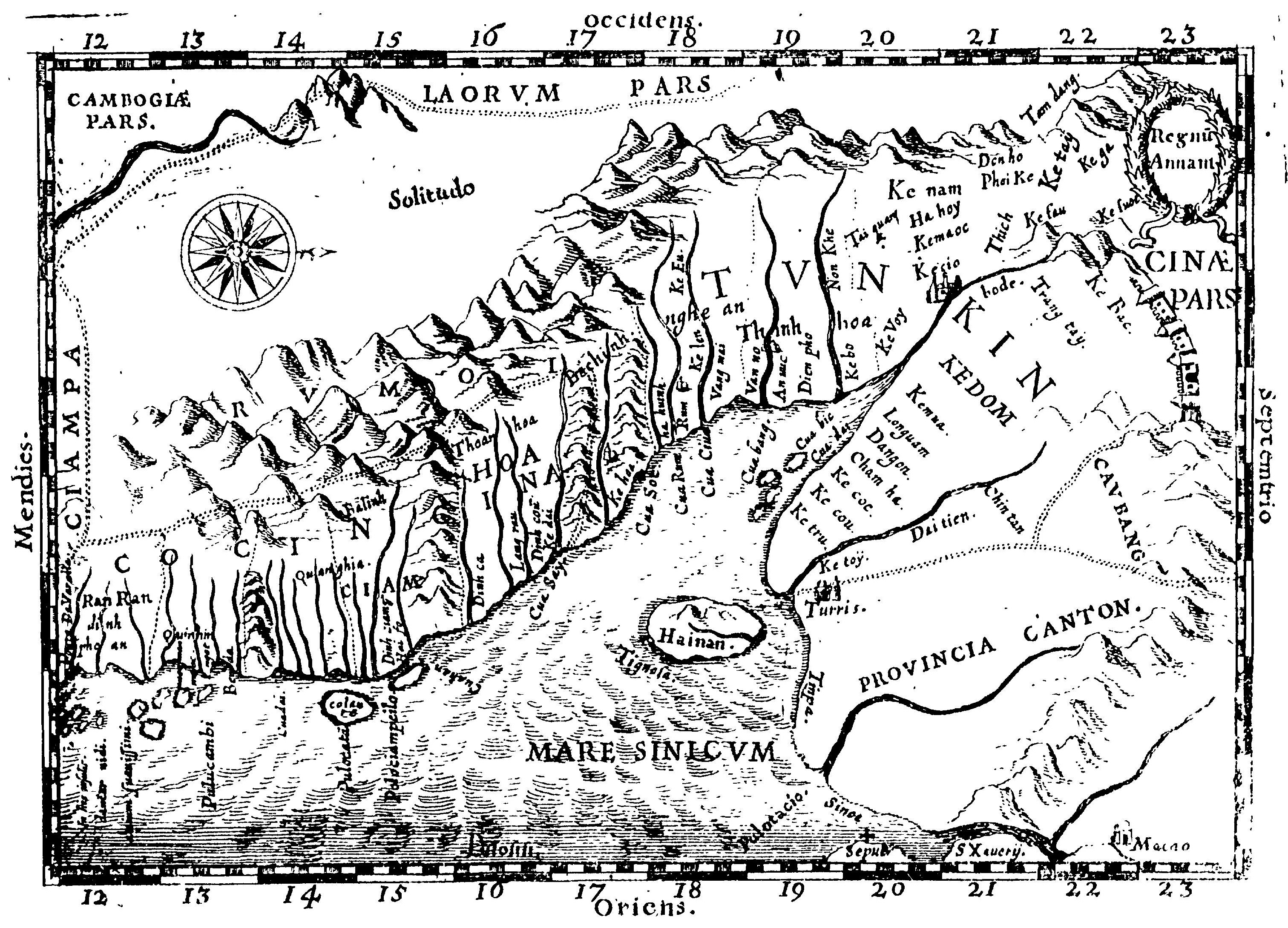
Bản đồ Đàng Ngoài và Đàng Trong theo Alexandre de Rhodes 1651

Tháng 12 năm 1624, Alexandre cùng với bốn cha Dòng Tên khác và một tín hữu Nhật Bản, cập bến Hội An, gần Đà Nẵng. Ông bắt đầu học tiếng Việt từ giáo sĩ Francisco de Pina, người đã đến Đàng Trong trước ông 7 năm và là nhà truyền giáo thông thạo tiếng Việt nhất, khi đó Pina cũng đang phát triển cách ghi âm tiếng Việt bằng ký tự Latinh. De Rhodes cũng học tiếng Việt từ một cậu bé khoảng 10, 12 tuổi. Ông viết:
Chỉ trong vòng 3 tuần lễ, chú bé đã dạy tôi học biết tất cả các cung giọng khác nhau của tiếng Việt và cách thức phát âm của từng chữ. Cậu không hề có một kiến thức gì về ngôn ngữ châu Âu, thế mà, cũng trong vòng 3 tuần lễ này, cậu đã có thể hiểu được tất cả những gì tôi muốn diễn tả và muốn nói với cậu. Đồng thời, cậu học đọc, học viết tiếng Latin và đã có thể giúp lễ. Tôi hết sức ngạc nhiên trước trí khôn minh mẫn và trí nhớ dẻo dai của cậu bé. Sau đó, cậu trở thành thầy giảng giúp việc các cha truyền giáo và là một dụng cụ tông đồ hữu hiệu trong việc loan báo Tin Mừng nơi quê hương Việt Nam thân yêu của thầy và nơi Vương quốc Lào láng giềng.
Từ đó, Việt Nam trở thành nơi cư trú của Alexandre de Rhodes, nhưng cuộc đời truyền giáo của ông ở đây rất bấp bênh và trôi nổi. Trong vòng 20 năm, ông bị trục xuất đến năm lần.
Sau hơn một năm học tiếng Việt ở Đàng Trong, ông trở lại Ma Cao để chuẩn bị tới Đàng Ngoài truyền giáo. Cùng với Pedro Marques, ông cập bến của Bạng, Thanh Hóa ngày 19 tháng 3 năm 1627. Hai nhà truyền giáo đến Kinh đô ngày 2 tháng 7 và được chúa Trịnh Tráng dựng nhà cho ở. Hai giáo sĩ được tự do giảng đạo trong hơn một năm rồi bị quản thúc. Các hậu phi và hoạn quan vì ghét lời dạy một vợ một chồng nên tung tin đồn hai giáo sĩ là phù thủy. Hai ông bị trục xuất và theo tàu Bồ Đào Nha về Ma Cao vào tháng 5 năm 1630. De Rhodes làm Giáo sư Thần học tại Học viện Madre de Deus trong 10 năm.
Từ năm 1640 tới 1645, ông bốn lần đến Đàng Trong truyền giáo dưới thời chúa Nguyễn Phúc Nguyên. Thời gian Alexandre de Rhodes giảng đạo tại Việt Nam cũng là thời kỳ các cha thừa sai Dòng Tên hoạt động rất hăng say và hữu hiệu. Ông kể lại công cuộc truyền giáo tại Đàng Ngoài:
Khi chúng tôi vừa đến kinh đô Đàng Ngoài, tức khắc nhà vua truyền lệnh cho tôi phải xây một nhà ở và một nhà thờ thật đẹp. Dân chúng tuôn đến nghe tôi giảng đạo đông đến nỗi, tôi phải giảng đến 4 hoặc 6 lần trong một ngày. Chị vua và 17 người thân trong gia đình vua xin lãnh nhận bí tích Rửa Tội. Nhiều tướng lãnh và binh sĩ cũng xin theo đạo. Nhưng điều làm tôi ngạc nhiên nhất là thấy các vị sư đã mau mắn từ bỏ bụt thần để theo đạo Công giáo. Tất cả đều dễ dàng chấp nhận khi tôi giải thích cho họ hiểu giáo lý đạo Công giáo rất phù hợp với lý trí và lương tâm con người. Các tín hữu Công giáo Việt Nam có Đức Tin vững chắc đến độ, không gì có thể rút Đức Tin ra khỏi lòng họ. Nhiều người phải đi bộ suốt 15 ngày đường để được xưng tội hoặc tham dự thánh lễ. Nhưng phải thành thật mà nói, tôi không thể chu toàn cách tốt đẹp mọi công tác truyền đạo này, nếu không có trợ giúp tuyệt vời của các thầy giảng... Hiện tại có tất cả 100 thầy giảng đang được thụ huấn trong chủng viện và được các tín hữu trang trải mọi phí tổn.
Ông bị trục xuất khỏi Đàng Ngoài một lần và khỏi Đàng Trong ba lần mà lần cuối năm 1645 là vĩnh viễn, do chính quyền chúa Trịnh và chúa Nguyễn không còn lợi dụng được các nhà truyền giáo để giao thương với Bồ Đào Nha.

### Trở về châu Âu
Theo yêu cầu của bề trên Dòng Tên ở Ma Cao, de Rhodes đáp tàu trở về Roma để trình bày về tình hình của tỉnh dòng Nhật Bản và giáo hội Việt Nam. Mãi tháng 6 năm 1649, ông mới về đến châu Âu. Tại đây ông xuất bản hai cuốn sách do mình biên soạn năm 1651. Alexandre de Rhodes vận dụng mọi khả năng hiểu biết về công cuộc rao giảng Tin Mừng tại Á châu, đã xin Tòa Thánh gửi các Giám mục truyền giáo đến Viễn Đông, để các ngài có thể truyền chức linh mục cho các thầy giảng bản xứ.
Có tác giả (Bùi Kha) cho rằng ông có vận động Pháp đánh chiếm Việt Nam dựa vào một đoạn trích:
Tôi tưởng nước Pháp là nước ngoan đạo nhất thế giới, nước Pháp có thể cung cấp cho tôi nhiều chiến sĩ để chinh phục toàn cõi Đông phương đưa về quy phục Chúa Ki Tô và nhất là tôi sẽ tìm được các giám mục, cha chúng tôi và thầy chúng tôi trong các giáo đoàn. Với ý đó, tôi rời Roma ngày 11/9/1652 sau khi tới hôn chân Đức Giáo hoàng.
Tôi chưa công bố thánh chiến chống mọi địch thù của đức tin ở Nhật, ở Trung Hoa, ở Đàng Trong, ở Đàng Ngoài và ở Ba Tư thì lập tức đã có một số đông con cái thánh Inhaxu, đầy tinh thần đã đưa thánh Phanxicô Xavie tới 300 quốc gia, các ngài đã bừng bừng ao ước vác thánh giá Thầy và đem đi cắm ở những nơi cùng kiệt cõi đất.
Cao Huy Thuần cũng cho rằng từ soldat có thể được dịch là "binh sĩ". Tuy nhiên, có những ý kiến chỉ ra rằng cách dùng từ ngữ trong đoạn trên không đề cập tới vận động xâm lăng nhưng là một ẩn dụ cho việc truyền giáo. và việc cố tình diễn giải thành ý đồ xâm lược là một suy luận "chủ quan võ đoán", Tuy nhiên, theo một bài viết do học giả An Chi biên soạn qua việc nghiên cứu từ điển Robert của Pháp cho thấy: từ "soldats" mà de Rhodes dùng trong thư có nghĩa là "binh sĩ" trong tiếng Pháp (nguyên văn “J’ai cru que la France, étant le plus pieux royaume de monde, me fournirait plusieurs soldats qui aillent đ la conquâte de tout L’orient"), tuyệt đối không có nghĩa là “chiến sĩ truyền giáo”. Chỉ khi ghi rõ “soldat de lÉvangile” thì đó mới là “chiến sĩ truyền giáo”. Như vậy theo quan điểm của học giả An Chi thì việc Alexandre de Rhodes từng có ý định xin vua Louis XIV của Pháp cung cấp binh lính để chinh phục phương Đông (L’orient) đúng là sự thật.

### Tại Ba Tư
Năm 1655, ông đặt chân tới Ba Tư. Ông mất ngày 5 tháng 11 năm 1660 ở Isfahan, sau 5 năm truyền giáo ở đây.

## Tác phẩm

### Từ điển Việt–Bồ–La

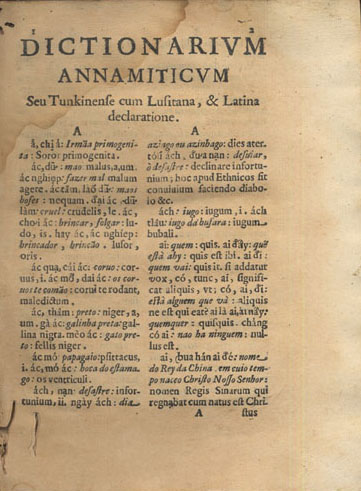
Trang đầu của các mục từ bắt đầu bằng chữ cái A trong Từ điển Việt–Bồ–La. Mục từ tiếng Việt được dịch sang tiếng Bồ và giải nghĩa trong tiếng Latinh.

Vào năm 1651, ông cho in cuốn Từ điển Việt–Bồ–La (Dictionarium Annamiticum Lusitanum et Latinum) dựa trên các ký tự tiếng Việt của những giáo sĩ người Bồ Đào Nha và Ý trước đó. Có thể coi đây là sự kiện đánh dấu sự ra đời của chữ Quốc ngữ. Bản thân Alexandre de Rhodes đã viết như sau:
Khi tôi vừa đến Đàng Trong và nghe người dân bản xứ nói, đặc biệt là phụ nữ, tôi có cảm tưởng mình đang nghe chim hót líu lo, và tôi đâm ra ngã lòng, vì nghĩ rằng, có lẽ không bao giờ mình học nói được một ngôn ngữ như thế. Thêm vào đó, tôi thấy hai cha Emmanuel Fernandez và Buzomi, khi giảng, phải có người thông dịch lại. Chỉ có cha Francois Pina là hiểu và nói được tiếng Việt, nên các bài giảng của cha Pina thường đem lại nhiều lợi ích hơn là của hai cha Fernandez và Buzomi. Do đó tôi tự ép buộc mình phải dồn mọi khả năng để học cho được tiếng Việt...
...Tuy nhiên trong công cuộc này, ngoài những điều mà tôi đã học được nhờ chính người bản xứ trong suốt gần mười hai năm, thời gian mà tôi lưu trú tại hai xứ Đàng Trong và Đàng Ngoài, thì ngay từ đầu tôi đã học với cha Francisco de Pina người Bồ Đào Nha, thuộc Hội dòng Chúa Giêsu [Dòng Tên] rất nhỏ bé chúng tôi, là thầy dạy tiếng, người thứ nhất trong chúng tôi rất am tường tiếng này, và cũng là người thứ nhất bắt đầu giảng thuyết bằng ngôn ngữ đó mà không dùng thông ngôn, tôi cũng sử dụng những công trình của nhiều cha khác cùng Hội dòng, nhất là của cha Gaspar do Amaral và cha Antonio Barbosa, cả hai ông đều đã biên soạn mỗi ông một cuốn từ điển: ông trước bắt đầu bằng tiếng An Nam [từ điển Việt–Bồ], ông sau bằng tiếng Bồ Đào [từ điển Bồ–Việt], nhưng cả hai ông đều đã chết sớm. Sử dụng công khó của hai ông, tôi còn thêm tiếng Latinh theo lệnh các Hồng y rất đáng tôn...

### Phép giảng 8 ngày và việc xúc phạm Phật giáo
Phép giảng tám ngày (tựa Latinh: Cathechismus... in octo dies diuisus) được giáo sĩ Đắc Lộ (tức đích thân De Rhodes) soạn và cũng được ấn hành năm 1651. Khác với phần tự điển ghi từ vựng, Phép giảng tám ngày là tác phẩm văn xuôi, phản ảnh văn ngữ và ghi lại cách phát âm của tiếng Việt vào thế kỷ 17.
Alexandre de Rhodes từng gọi Phật Thích Ca là "thằng hay dối" trong sách Phép giảng tám ngày (nguyên văn: "Vậy thì ta làm cho Thích Ca, là thằng hay dối người ta, ngã xuống, thì mọi truyện dối trong đạo bụt bởi Thích Ca mà ra, có ngã với thì đã tỏ").
Cũng trong cuốn "Phép Giảng Tám Ngày", de Rhodes đã gọi Khổng Tử là "người chẳng phải hiền, chẳng phải thánh, thật là độc dữ". Cũng trong sách này, ông đã viết nhiều điều sai về Đức Phật, ví dụ: Tất Đạt Đa (tên trước khi xuất gia của Phật) "đẻ được một con gái đoạn thì đi ở trên rừng một mình, dẫu vợ cãi mà chẳng cho, vì mình đã quen làm việc dối như pháp môn phù thủy"... Cuốn sách luôn nói đến sự "thờ bụt thần ma quỷ", có ý hạ Đức Phật xuống hàng ma quỷ. Sách cũng gọi A-la-la và Ưu-đà-la (2 vị đạo sĩ đã dạy Tất Đạt Đa môn thiền định) là "2 con quỷ", và "nó (Tất Đạt Đa) thì ngồi giữa hai thầy quỷ ấy, mà dạy nó chớ tin có Chúa Trời, cùng đặt tên nó là Thích Ca" Trong mục "Đạo bụt: giáo ngoài và giáo trong", de Rhodes liên tục có những đả kích với đạo Phật, ông nói "Nó (Phật Thích Ca) và quỷ làm thầy nó, thấy vậy, thì lấy đàng khác mà mới dạy những truyện dối trá dã dầy", "sự thờ bụt này là thói rợ mọi", "ta suy bởi đâu mà ra, thì một chốc ta biết là đạo gian... Đến khi Thích Ca ra dạy kẻ khác sự đạo gian ấy, vì trái lẽ lắm, thì người ta bỏ mà đi hết"", "ai phải đạo bụt trong độc ấy, thì quỷ quái hơn kẻ theo đạo ngoài vậy", "làm chùa thờ Thích Ca thì là đứa gian vậy"
Cũng trong mục này, de Rhodes phê phán cả tục lệ của người Việt cúng đồ ăn cho người chết, ông viết "Sao người Annam mọi năm có giữ ngày cha mẹ, ông bà, ông vải sinh thì, mà làm giỗ chạp hết sức?" vì cho rằng linh hồn người chết không ăn được đồ cúng nên việc làm đó là vô ích, "Sinh kí dã tử qui đã: Sống thì gưởi, chết thì về... Sao tốn của bấy nhiêu mà làm cỗ làm mâm, cùng nhiều sự nữa có dọn cho cha mẹ khi đã sinh thì? Vì chưng nếu linh hồn chết với xác, lo cho kẻ chết chẳng có làm chi... khi linh hồn ta đã khỏi xác thịt này, chẳng còn có dùng ăn uống hay là mặc, cùng các kỳ sự vê xác, vì linh hồn ta là tính thiêng liêng... Mà sao người Annam dám cúng cho cha mẹ, khi đã sinh thì, những của dối ấy?"
Giáo sư Nguyễn Văn Kiệm cho rằng: "Các giáo sĩ thừa sai, trong đó có Alexandre de Rhôde, đã gây nên một cú sốc lớn đối với đời sống tâm linh và văn hóa của dân tộc ta khi đó… Họ mang mặc cảm tự cao cho rằng Cơ Đốc giáo là tôn giáo hoàn vũ, cao siêu hơn bất cứ tôn giáo nào khác … Do đó, họ coi các tôn giáo truyền thống bản địa đều là thấp kém, man muội cần phải xóa sạch để thay thế bằng Cơ Đốc giáo."
Giáo sư Vũ Minh Giang đồng ý rằng việc hạ thấp và bôi xấu một số tôn giáo chủ đạo ở Việt Nam thế kỷ 17 là một hạn chế của Alexandre de Rhodes, nhưng điều này cần phải đặt trong bối cảnh truyền giáo đặc trưng ở thế kỷ 17 khi các giáo sĩ thường đề cao tôn giáo mình và phê phán vị thế các tôn giáo khác để truyền giáo. Có thể phê phán mặt hạn chế của ông, nhưng cần tiếp cận vấn đề "một cách toàn diện và khách quan."
Tác giả Mặc Giao nhận định dù có những tài năng về hội nhập văn hóa Việt Nam, giáo sĩ de Rhodes có những sai lầm khi nhận xét về một số tôn giáo có trước đó tại Việt Nam. Linh mục Trần Thái Đỉnh cho rằng de Rhodes "hoặc vì không hiểu, hoặc vì muốn xuyên tạc" đã không thấy rằng hai thuyết vô thần và thờ ngẫu tượng "có thể chỉ là hai hình thức bị bóp méo của Tiểu Thừa và Đại Thừa". Mặc Giao phỏng định rằng những sai lầm trầm trọng của de Rhodes về Phật giáo xuất phát từ tâm trạng truyền giáo hăng say quá độ trong khi "không cần tìm hiểu tường tận, chỉ cần dựa vào một số chi tiết để đả phá, nhằm mục đích làm sáng tỏ đạo của mình."

### Khác
Ngoài cuốn Tự Điển Việt-Bồ-La đã được Kho Tàng trữ của Thư viện Quốc gia Bồ Đào Nha scan và đưa lên mạng Internet (xem tại đây), còn có bộ các tác phẩm khác trong ấn bản đầu tiên ở thập niên 1650 mà Giáo sĩ Đắc-Lộ viết bằng tiếng Latin, tiếng Ý và tiếng Pháp có thể tìm thấy tại Thư viện Maurits Sabbe Lưu trữ 2007-09-28 tại Wayback Machine của Đại học Công giáo tại Louvain (Université catholique de Louvain) tại Bỉ. Ngoài ra, có thêm một số ấn bản hoặc tái ấn bản cũng được tìm ra trong cơ sở dữ liệu PORBASE Lưu trữ 2007-09-27 tại Wayback Machine của Liên hiệp các thư viện ở Bồ Đào Nha.

## Di sản

Tem tưởng niệm Alexandre de Rhodes phát hành thời Việt Nam Cộng hòa

Mặc dù chữ Quốc ngữ đã ra đời từ giữa thế kỷ 17, nhưng các văn phẩm Công giáo tại Việt Nam trong hơn 200 năm sau đó chủ yếu được viết bằng chữ Nôm, chữ Hán hoặc tiếng Latin. Khi người Pháp củng cố nền cai trị tại Việt Nam thì chữ Quốc ngữ được đặt làm một văn tự chính thức trên toàn Việt Nam vào đầu thế kỷ 20 nhằm xóa bỏ ảnh hưởng của giới nho sỹ chống Pháp tại Việt Nam. Giám mục Puginier viết: "...Trong lúc đó việc dạy chữ Pháp sẽ tiến triển nhiều hơn và chúng ta chuẩn bị một thế hệ để cung cấp các viên chức có học tiếng nước chúng ta. Như thế có lẽ trong vòng 20 hay 25 năm chúng ta có thể bắt buộc mọi giấy tờ đều viết bằng tiếng Pháp, do đó chữ Nho sẽ dần già bị bỏ rơi mà chúng ta chẳng cần phải cấm đoán gì.” Do mục đích chính trị, vào thời Pháp thuộc,  Alexandre de Rhodes được người Pháp ca ngợi như một "ngôi sao" về truyền đạo Thiên Chúa.
Mặt khác, chữ Quốc ngữ được các trí thức và phong trào yêu nước Việt Nam cổ vũ để phổ biến tư tưởng canh tân và tinh thần độc lập. Do hạn chế về tài liệu và với các mục đích khác nhau trong thời Pháp thuộc mà cả người Pháp và nhà báo Nguyễn Văn Vĩnh đã ca tụng Alexandre de Rhodes như là người sáng tạo nên chữ Quốc ngữ. Sau này, nhờ tiếp cận và nghiên cứu tư liệu gốc, các học giả như Đỗ Quang Chính, Thanh Lãng, Nguyễn Khắc Xuyên, Lê Ngọc Trụ bắt đầu minh định rằng chữ Quốc ngữ là một thành tựu tập thể của các tu sĩ Dòng Tên tại Việt Nam. Việc ngày nay lại vẫn có những người hiểu lầm rằng Alexandre de Rhodes đã tạo ra chữ Quốc ngữ là "đang đi thụt lùi".
Năm 1941, Hội Trí Tri cùng với Hội Truyền bá Quốc ngữ đã quyên góp để dựng một nhà bia kỷ niệm ngày sinh nhật thứ 350 của giáo sĩ Đắc Lộ ở gần bên bờ hồ Gươm cạnh Đền Bà Kiệu. Tấm bia đá đến năm 1957 thì bị gỡ bỏ và mất tích đến năm 1992 thì mới tìm lại được; hiện tấm bia do Sở Văn hóa Hà Nội lưu giữ. Năm 1943 chính quyền thuộc địa Đông Dương phát hành con tem 30 xu để tôn vinh những đóng góp của ông trong quá trình phát triển chữ Quốc ngữ. Thời kỳ Việt Nam Cộng hòa cũng phát hành một bộ bốn con tem kỷ niệm 300 năm ngày mất của ông, nhưng ra trễ 1 năm (phát hành ngày 5 tháng 11 năm 1961). Tên ông được đặt cho một trường trung học và một con đường ở Sài Gòn gần Dinh Độc Lập. Con đường mang tên ông bị đổi thành Thái Văn Lung năm 1985; vào năm 1995, sau một hội thảo chính thức của Hội Khoa học Lịch sử, con đường này lấy lại tên Alexandre de Rhodes cho đến nay.
Ngày 5 tháng 11 năm 2018, kỷ niệm 358 năm ngày mất của Alexandre de Rhodes, Giáo sư Nguyễn Đăng Hưng, Tiến sĩ Khảo cổ học Nguyễn Thị Hậu cùng 17 người Việt Nam là nhà văn, nhà thơ, nhà báo, doanh nhân, và những người quan tâm đến việc bảo tồn chữ Quốc ngữ, đã khánh thành 3 tấm bia tri ân đặt quanh mộ ông tại Nghĩa trang Armenia, thành phố Isfahan, Iran. Buổi lễ còn có sự tham dự của giới chức tôn giáo và dân sự thành phố. Trên bia đá có ghi dòng chữ tri ân bằng tiếng Việt, tiếng Anh, tiếng Ba Tư.
Từng có đề xuất đặt tượng Alexandre de Rhodes tại Hồ Gươm nhân kỷ niệm 1.000 năm Thăng Long năm 2010, nhưng đề xuất này cuối cùng bị gạt bỏ. Nhà nghiên cứu An Chi thì cho rằng: A. de Rhodes làm sách bằng chữ quốc ngữ là để phụng sự cho việc truyền bá đức tin Ki-tô giáo, chứ không vì lợi ích của người Việt. Những nhà cách mạng Việt Nam đã sử dụng chữ quốc ngữ để trở thành vũ khí chuyển tải hiệu quả những tư tưởng yêu nước và những phương thức đấu tranh nhằm lật đổ ách thống trị của thực dân Pháp. Đây chẳng qua là chuyện “gậy ông đập lưng ông”, chữ quốc ngữ chính là "chiến lợi phẩm" của những nhà cách mạng Việt Nam, nên thời nay người Việt cũng chẳng cần thiết phải mang ơn A. de Rhodes:
... Cái tâm lý đòi dân ta phải mang ơn A. de Rhodes chẳng qua là hậu quả của sự nhồi sọ mà bọn thực dân Pháp đã thực hiện trong thời kỳ chúng còn cai trị dân ta, nước ta. Ngoài ra, còn có thể có cả những nguyên nhân khác thuộc về tâm thức riêng, và cả... tín ngưỡng riêng nữa.
Người ta thì làm cuốn từ điển để tạo điều kiện thuận lợi cho việc truyền đạo của người ta mà mình thì cứ nằng nặc đòi người Việt Nam phải ghi công ông cố đạo Alexandre de Rhodes, thậm chí có người mà lòng biết ơn cụ cố còn tạc tượng nặng đến những 43 tấn... Thậm chí có người còn muốn tôn vinh ông ta trong dịp đại lễ kỷ niệm 1000 năm Thăng Long - Hà Nội thì thật không còn biết phải trái là gì nữa. A. de Rhodes mà lại đủ tư cách để ăn theo Lý Thái Tổ ư?''